# كسلان ثلاثي الأصابع
الكسلان ثلاثي الأصابع أو الكسلان أو الداب (الاسم العلمي: Bradypus) (بالإنجليزية: brown-throated sloth) هو جنس من الحيوانات يتبع فصيلة الكسلانيات بطيئات الأرجل من رتبة الثدييات المشعرة. الكسلان ثلاثي الأصابع من الثدييات الشجرية، تعيش في أمريكا الجنوبية والوسطى. توجد أربع أنواع حية من الكسلان ثلاثي الأصابع. ذكر الكسلان ثلاثي الأصابع للمرة الأولى في الأدب في 1553 - في كتاب «وقائع بيرو» لل بيدرو دي ليون سييزا.

## أنواع الكسلان الثلاثي الأصابع
- كسلان قزم
- كسلان ذو العرف
- كسلان شاحب الحنجرة
- كسلان بني الحنجرة